# Martini Racing

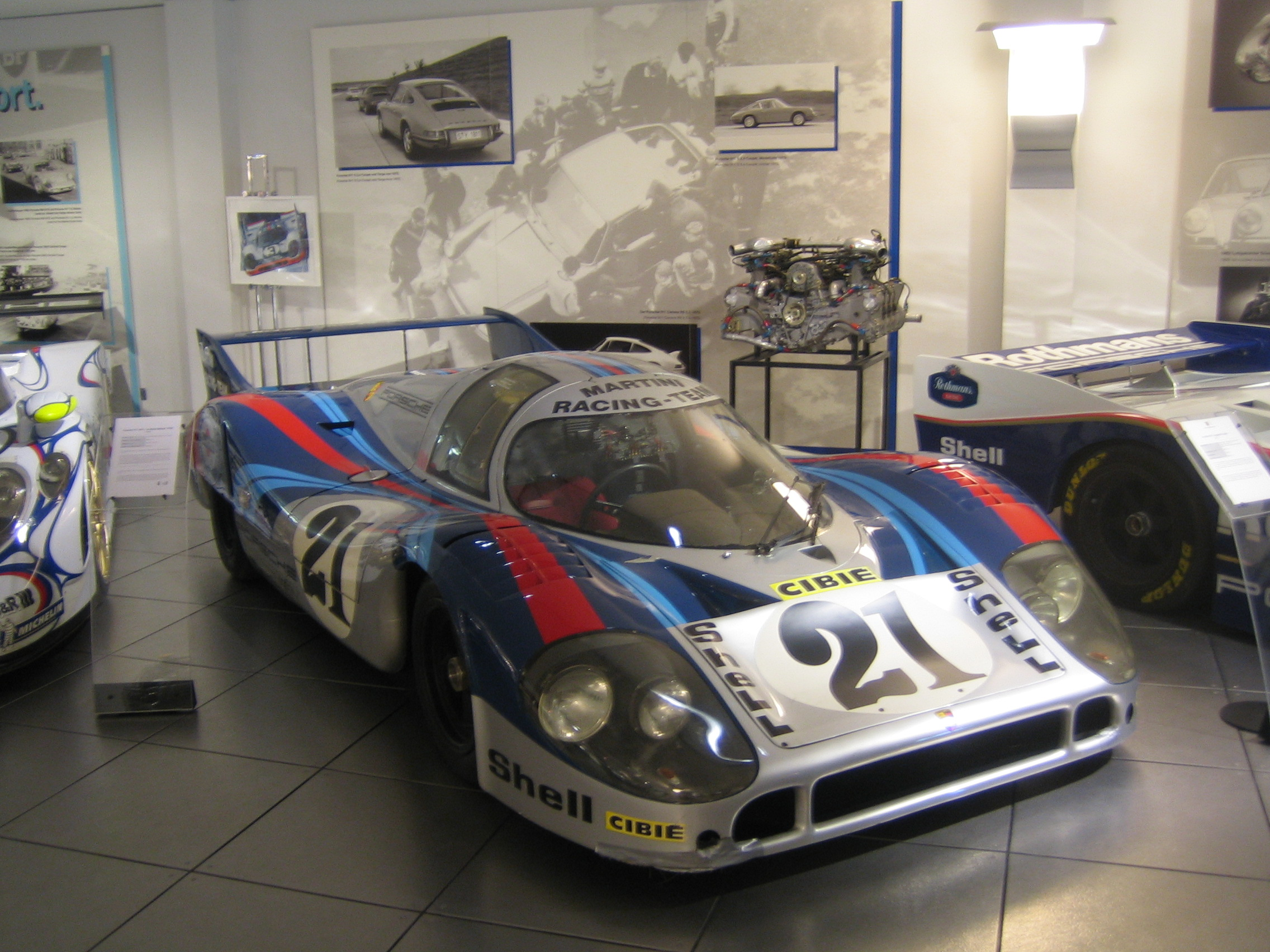
Martini Racing Porsche 917LH 4.9L z roku 1971

Martini Racing – włoski zespół wyścigowy, sponsorowany przez firmę Martini & Rossi, która produkuje różne napoje alkoholowe. Martini Racing powstało w roku 1968. Samochody wyścigowe tej firmy wyróżniają się ciemnoniebieskimi, błękitnymi oraz czerwonymi paskami na (najczęściej) białym lub srebrnym lakierze samochodu.

## Historia

### Wyścigi samochodów sportowych
Martini na początku sponsorowania programu wyścigowego brało udział w drobnych wyścigach na torze Hockenheimring w 1968 roku. W tym czasie Martini Racing wprowadziło dwa samochody Porsche 907.
W latach 70 Martini zasłynęło w związku z Porsche w wyścigach, a po zakończeniu prac nad Porsche 917 Martini Racing zwyciężyło w 24 godzinnym wyścigu Le Mans w roku 1971, jednak w roku 1972 drogi Martini Racing i Porsche się rozeszły. W roku 1973 te dwie firmy znów połączyły siły. Sprawiły także niespodziankę wygrywając wyścig Targa Florio w roku 1973, w którym wykorzystano Porsche 911 Carrera RS, prowadzone przez  Herberta Müllera oraz Gijsa van Lennepa. Martini Porsche wygrało Le Mans w roku 1976 i 1977 w Porsche 936.
W roku 1981 Martini Racing połączyło siły z marką Lancia, wykorzystując w Grupie 5 Lancie Monte Carlo, w Grupie 6 Lancie LC1, i w Grupie C Lancie LC2.

### Formuła 1
Martini Racing w latach 1972–1973 sponsorowało zespół Tecno. Po nieudanych dwóch sezonach Martini Racing wycofało się ze sponsorowania zespołu.
Martini Racing powróciło do Formuły 1 w roku 1975, które zaczęło sponsorować team należący do Berniego Ecclestona, zespół Brabham. W roku 1975 zespół Brabham korzystał z silnika Coswortha, a bolid był pomalowany na biało. W roku 1976 team zamienił jednostki Coswortha na silnik V12 Alfy Romeo. Martini Racing wycofało się ze sponsorowania zespołu po roku 1977. Kierowcami Brabhama w tym czasie byli Carlos Reutemann, Carlos Pace, Hans-Joachim Stuck i John Watson.
W roku 1979 Martini Racing zaczęło sponsorować Team Lotus. Martini mając nadzieje na tytuł mistrzowski po świetnym poprzednim sezonie Lotusa (mistrzostwo świata Mario Andrettiego, wicemistrzostwo świata Ronniego Petersona oraz mistrzostwo świata konstruktorów). Jednak rzeczywistość okazała się inna. Mario Andretti i Carlos Reutemann nie odnieśli ani jednego zwycięstwa i po sezonie Martini wycofało się ze sponsorowania.
W 2006 Martini w mniejszym stopniu sponsorował zespół Ferrari.
W 2014 Martini Racing zaczęło współpracę z Williamsem stając się sponsorem tytularnym zespołu. Tym samym po kilku latach Martini powróciło do Formuły 1.

### Rajdy samochodowe
W rajdach samochodowych Martini Racing zadebiutowało w roku 1978 we współpracy z Porsche. Kierowcami byli Björn Waldegård oraz Vic Preston, którzy prowadzili Porsche 911 SC.
W 1982 roku Martini Racing wróciło do rajdów, tym razem współpracując z zespołem Lancii, która do nowej Grupy B przygotowała Lancie 037. Kierowcami zostali Attilio Bettega i Markku Alen. Współpraca Lancii z Martini w serii WRC była jedną z najdłuższych w historii firmy, która trwała do roku 1992. Ta współpraca może się poszczycić wieloma tytułami mistrzowskimi.
W następnych latach Martini wróciło do sponsorowania mniejszych imprez, np. włoskiej serii Rally Championship, w którym kierowca Martini Racing, Gianfranco Cunico, wygrywał w latach 1994–1996 w Fordzie Escorcie Cosworth. Martini wróciło do WRC w roku 1999, współpracując z Fordem. Kierowcami byli między innymi Carlos Sainz, Colin McRae i Markko Martin. Kierowcy wielokrotnie zwyciężali w rajdach, ale nigdy nie wywalczyli tytułu mistrzowskiego.

### Seria samochodów turystycznych
W 1992 Martini Racing zaangażował się w wyścigi samochodów turystycznych. Jednak włoska firma rozpoczęła pracę nad Alfa Romeo 155 we włoskiej serii samochodów turystycznych. Zespół z kierowcą Nicolą Larinim zdominował te zawody.
W roku 1995 Martini Racing zadebiutował w serii DTM, jednak samochód nie był konkurencyjny.